# 연기 (화학)

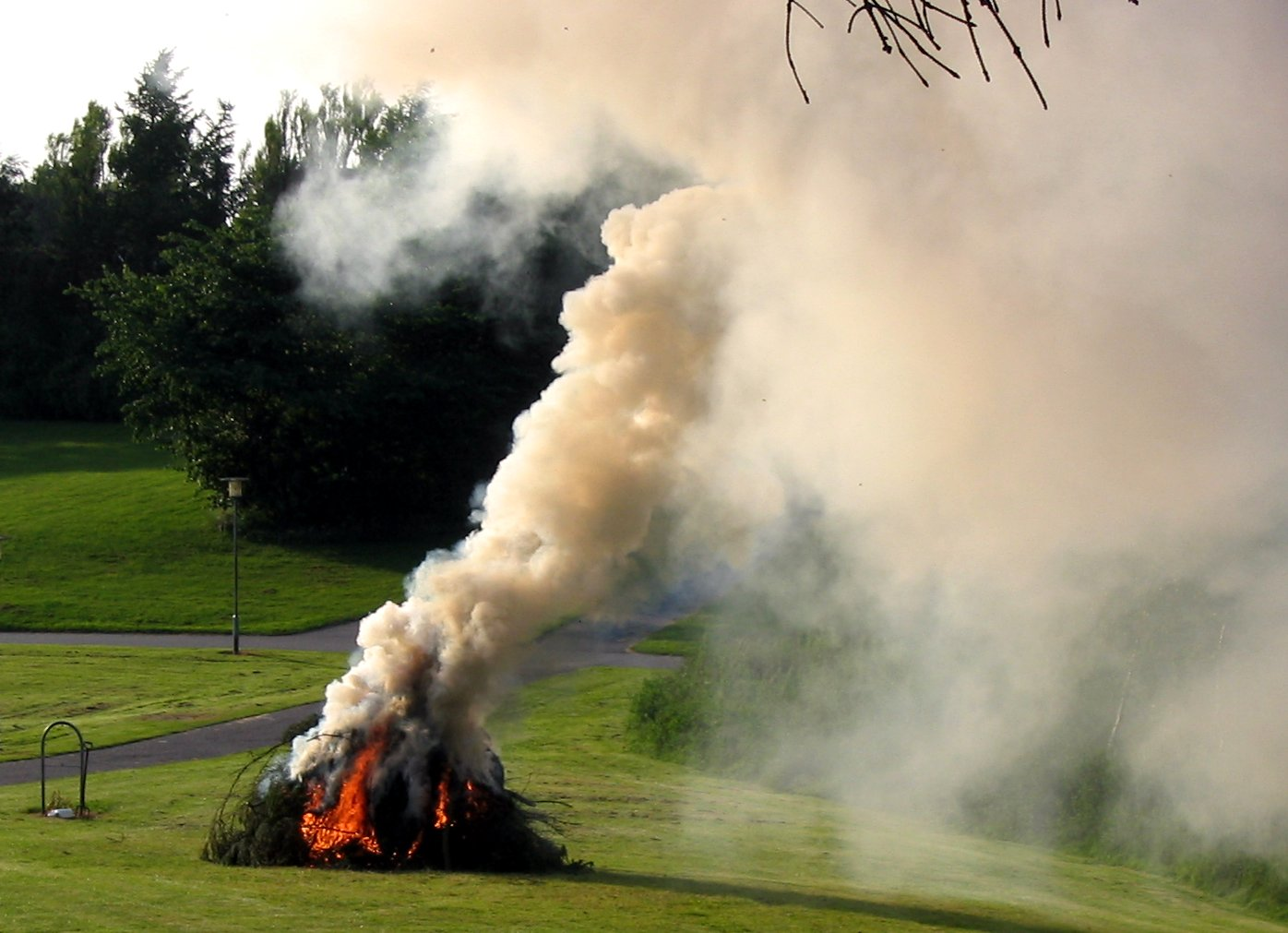
불에서 나오는 연기

연기(煙氣, smoke)는 물질이 연소 또는 열분해를 겪을 때 배출되는 연무질(입자와 기체의 현탁액)으로, 혼합되거나 기타 방식으로 흡수된 공기의 양과 함께 방출된다. 일반적으로 난로, 양초, 내연기관, 호롱, 벽난로 등 불의 원치 않는 부산물이지만, 해충구제(훈증), 통신(봉수 (통신)), 군사적 방어 및 공격 능력(연막), 훈제, 흡연(담배, 대마초 등)에도 사용될 수 있다. 향, 세이지 또는 나뭇진을 태워 영성 또는 마법적인 목적으로 냄새를 내는 의식에도 사용된다. 또한 향미제 및 보존제로도 사용될 수 있다.
연기 흡입은 실내 불 희생자의 주요 사망 원인이다. 연기는 일산화 탄소, 사이안화 수소 및 기타 연소 생성물로 인한 열 손상, 독성 및 폐 자극의 복합적인 작용으로 사망에 이르게 한다.
연기는 가시광선의 미 산란에 이상적인 크기 범위에 가까운 고체 입자와 액체 물방울의 연무질(또는 안개)이다.

## 화학적 조성

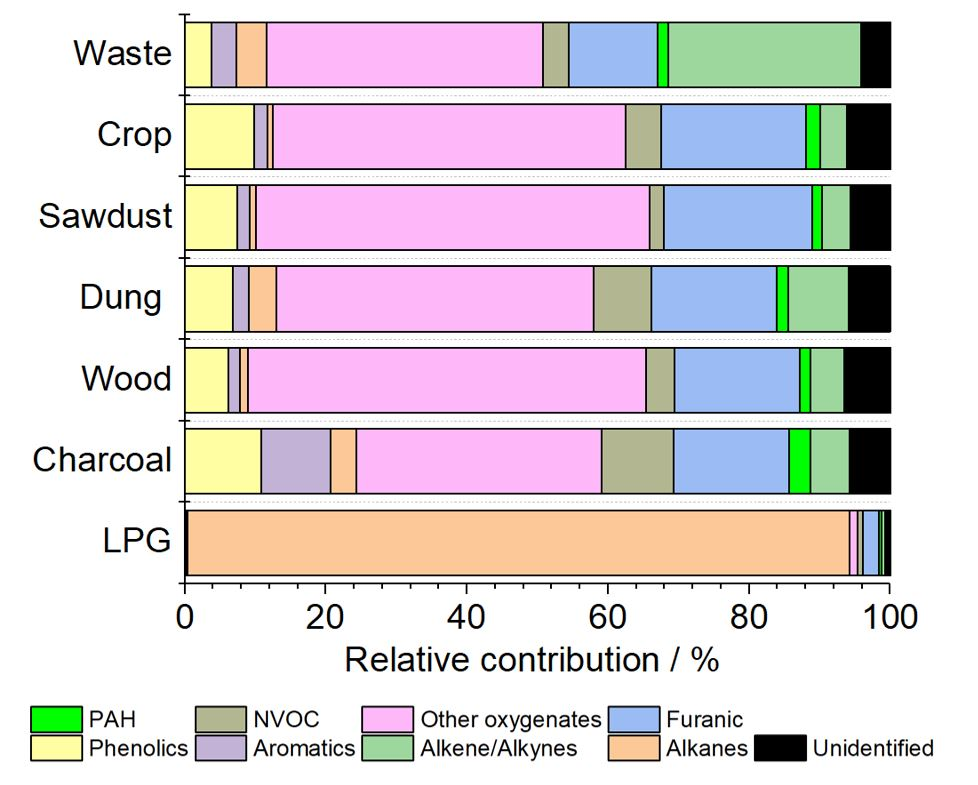
다양한 고체 연료 연기에서 방출되는 휘발성 유기 화합물의 화학적 조성 분포

연기의 조성은 연소하는 연료의 종류와 연소 조건에 따라 달라진다. 산소 공급이 충분한 화재는 고온에서 연소하며 소량의 연기만 발생시킨다. 입자는 주로 재 또는 큰 온도 차이로 인해 응축된 물 에어로졸로 구성된다. 고온은 또한 질소 산화물 생성을 유도한다. 황 함량은 이산화 황을 생성하며, 불완전 연소의 경우 황화 수소를 생성한다. 탄소와 수소는 거의 완전히 이산화 탄소와 물로 산화된다. 산소 부족 상태에서 연소하는 화재는 훨씬 더 다양한 화합물을 생성하며, 그 중 많은 것이 유독하다. 탄소의 부분 산화는 일산화 탄소를 생성하고, 질소 함유 물질은 사이안화 수소, 암모니아, 질소 산화물을 생성할 수 있다. 물 대신 수소 기체가 생성될 수 있다. 염소와 같은 할로젠 함량(예: 폴리염화 비닐 또는 브롬화 방염제)은 염화 수소, 포스젠, 다이옥신, 클로로메테인, 브로모메테인 및 기타 할로카본 생성을 유도할 수 있다. 플루오린화 수소는 불소수지와 같은 플루오로카본이나 할로카본 소화제에서 형성될 수 있다. 인 및 안티모니 산화물과 그 반응 생성물은 일부 방염 첨가제에서 형성되어 연기의 독성과 부식성을 증가시킬 수 있다. 폴리염화 바이페닐(PCB, 예: 오래된 변압기 오일 연소 시) 및 기타 염소 함유 물질의 열분해는 2,3,7,8-테트라클로로다이벤조다이옥신(강력한 발암물질) 및 기타 폴리염화 다이벤조다이옥신을 생성할 수 있다. 테플론과 같은 플루오로폴리머가 산소 존재하에 열분해되면 플루오린화 카보닐(HF와 CO2로 쉽게 가수분해됨)이 생성되며, 테트라플루오린화 탄소, 헥사플루오로프로필렌, 고독성 퍼플루오로이소부텐(PFIB) 등 다른 화합물도 형성될 수 있다.

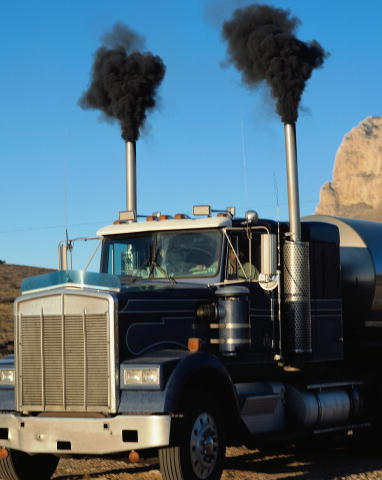
디젤 대형 트럭 배기가스에 입자 필터 없이 그을음 방출

연소 물질의 열분해, 특히 산소 공급이 불충분한 불완전 연소 또는 무염 연소는 또한 상당한 양의 탄화수소를 생성하는데, 이는 지방족 탄화수소(메테인, 에테인, 에틸렌, 아세틸렌) 및 방향족 탄화수소(벤젠 및 그 유도체, 다환 방향족 탄화수소; 예: 벤조피렌(발암 물질로 연구됨), 또는 레텐) 및 테르펜이다. 또한 연소 부산물로 형성되는 메탄올, 아세트산, 하이드록시아세톤, 메틸 아세테이트, 포름산 에틸과 같은 다양한 소규모 산소 함유 휘발성 유기 화합물과 페놀류, 퓨란 및 푸라논과 같은 덜 휘발성인 산소 함유 유기 종의 방출로 이어진다. 헤테로고리 화합물도 존재할 수 있다. 더 무거운 탄화수소는 타르로 응축될 수 있다. 상당한 타르 함량을 가진 연기는 노란색에서 갈색을 띤다. 고체 연료의 연소는 수백에서 수천 개의 낮은 휘발성 유기 화합물을 에어로졸상으로 방출할 수 있다. 이러한 연기, 그을음 및 갈색 기름진 침전물이 화재 중에 존재하면 대기가 폭발 한계 이상으로 가연성 열분해 생성물로 포화되어 갑작스러운 공기 유입이 섬락 또는 백드래프트를 유발할 수 있으므로 위험한 상황이 될 수 있다.
황이 존재하면 황화 수소, 황화 카보닐, 이산화 황, 이황화 탄소, 싸이올과 같은 가스가 형성될 수 있다. 특히 싸이올은 표면에 흡착되어 화재 후에도 오랫동안 지속되는 냄새를 유발하는 경향이 있다. 방출된 탄화수소의 부분 산화는 다양한 다른 화합물을 생성한다: 알데하이드(예: 폼알데하이드, 아크롤레인, 푸르푸랄), 케톤, 알코올(종종 방향족, 예: 페놀, 과이아콜, 시링올, 카테콜, 크레졸), 카복실산(폼산, 아세트산 등).
이러한 연기에서 눈에 보이는 미립자 물질은 대부분 탄소(그을음)로 구성된다. 다른 미립자는 응축된 타르 방울 또는 재의 고체 입자로 구성될 수 있다. 연료에 금속이 존재하면 금속 산화물 입자가 생성된다. 무기염 입자도 형성될 수 있다(예: 황산 암모늄, 질산 암모늄, 염화 나트륨). 그을음 입자 표면에 존재하는 무기염은 이를 친수성으로 만들 수 있다. 많은 유기 화합물, 특히 방향족 탄화수소는 고체 입자 표면에 흡착될 수도 있다. 금속 산화물은 금속 함유 연료가 연소할 때 존재할 수 있다(예: 알루미늄을 함유한 고체 로켓 연료). 감손 우라늄 발사체가 목표물에 충돌한 후 발화하여 산화 우라늄 입자를 생성한다. 자철석과 같은 철 삼산화철 구형의 자성 입자는 석탄 연기에 존재한다. 1860년 이후 이들의 퇴적물 증가량은 산업혁명의 시작을 나타낸다. (자성 철 산화물 나노입자는 대기에서 연소하는 운석의 연기에서도 생성될 수 있다.) 철 산화물 입자에 기록된 잔류 자기는 입자가 퀴리 온도 이하로 냉각되었을 때 지구 자기장의 강도를 나타낸다. 이는 지상 및 운석 기원의 자성 입자를 구별하는 데 사용될 수 있다. 비산회는 주로 이산화 규소와 산화 칼슘으로 구성된다. 세노스피어는 액체 탄화수소 연료의 연기에서 존재한다. 마모로 인해 생성되는 미세한 금속 입자는 엔진 연기에서 존재할 수 있다. 비정질 실리카 입자는 실리콘 연기에서 존재한다. 산소가 불충분한 화재에서는 소량의 질화 규소 입자가 형성될 수 있다. 실리카 입자는 약 10 nm 크기이며, 70–100 nm 응집체로 뭉쳐져 있고, 다시 사슬 형태로 응집되어 있다. 연료에 우라늄, 토륨 또는 기타 방사성 동위 원소가 미량 함유되어 있으면 방사성 입자가 존재할 수 있다. 핫 파티클은 체르노빌 원자력 발전소 사고와 같은 핵사고나 핵전쟁 시 화재 발생 시 존재할 수 있다.
연기 미립자는 다른 연무질과 마찬가지로 입자 크기에 따라 세 가지 모드로 분류된다.
- 핵 모드는 기하 평균 반지름이 2.5~20 nm이며, 탄소 부분의 응축으로 형성될 가능성이 높다.
- 축적 모드는 75~250 nm 범위이며, 핵 모드 입자의 응고로 형성된다.
- 거친 모드는 마이크로미터 범위의 입자를 가진다.

대부분의 연기 물질은 주로 거친 입자로 구성되어 있다. 이들은 빠르게 건식 침전되며, 따라서 화재가 발생하는 방 외부의 더 먼 지역에서 발생하는 연기 피해는 주로 더 작은 입자에 의해 매개된다.
가시적인 크기를 넘어선 입자의 연무질은 화재의 발화 전 단계 물질의 초기 지표이다.
수소 함량이 높은 연료를 태우면 수증기가 발생한다. 이는 물방울을 포함하는 연기를 유발한다. 다른 색상 원천(질소 산화물, 미립자 등)이 없는 경우, 이러한 연기는 흰색이며 구름과 같다.
연기 배출물에는 특징적인 미량 원소가 포함될 수 있다. 바나듐은 석유 화력 발전소 및 정유공장의 배출물에 존재하며, 석유 플랜트는 또한 약간의 니켈을 배출한다. 석탄 연소는 알루미늄, 비소, 크로뮴, 코발트, 구리, 철, 수은, 셀레늄 및 우라늄을 포함하는 배출물을 생성한다.
고온 연소 생성물에 바나듐이 미량 존재하면 용융된 바나듐산염 방울이 형성된다. 이들은 금속의 부동태층을 공격하여 고온 부식을 유발하며, 이는 특히 내연기관에 문제가 된다. 용융된 황산염과 납 미립자도 이러한 효과를 가진다.
연기 성분 중 일부는 연소원과 특이적으로 관련되어 있다. 과이아콜과 그 유도체는 리그닌의 열분해 산물이며 목재 연기의 특징이다. 다른 표지자는 시링올과 그 유도체, 그리고 다른 메톡시 페놀이다. 침엽수의 열분해 산물인 레텐은 산불의 지표이다. 레보글루코산은 셀룰로스의 열분해 산물이다. 활엽수와 침엽수 연기는 과이아콜/시링올의 비율이 다르다. 차량 배기가스의 표지자에는 다환 방향족 탄화수소, 호판, 스테란 및 특정 니트로아렌(예: 1-나이트로피렌)이 포함된다. 호판과 스테란의 원소 탄소에 대한 비율은 휘발유 및 디젤 엔진의 배출물을 구별하는 데 사용될 수 있다.
많은 화합물이 입자와 관련될 수 있다. 이는 표면에 흡착되거나 액체 방울에 용해되어 있을 수 있다. 염화 수소는 그을음 입자에 잘 흡수된다.
비활성 미립자 물질은 교란되어 연기 속으로 유입될 수 있다. 특히 우려되는 것은 석면 입자이다.
퇴적된 핫 파티클과 생체 축적된 방사성 동위 원소는 산불 및 들불에 의해 대기 중으로 다시 유입될 수 있다. 이는 체르노빌 원자력 발전소 사고로 인한 오염 물질을 포함하는 출입금지구역에서 문제가 된다.
중합체는 연기의 중요한 원천이다. 예를 들어 폴리스타이렌과 같은 방향족 측쇄는 연기 발생을 증가시킨다. 고분자 골격에 통합된 방향족 그룹은 상당한 탄화로 인해 연기를 덜 생성한다. 지방족 고분자는 가장 적은 연기를 생성하는 경향이 있으며, 비자연 소화성이다. 그러나 첨가제의 존재는 연기 형성을 크게 증가시킬 수 있다. 인 기반 및 할로겐 기반 방염제는 연기 생성을 감소시킨다. 고분자 사슬 간의 가교 정도가 높을수록 이러한 효과가 나타난다.

### 가시 및 비가시 연소 입자

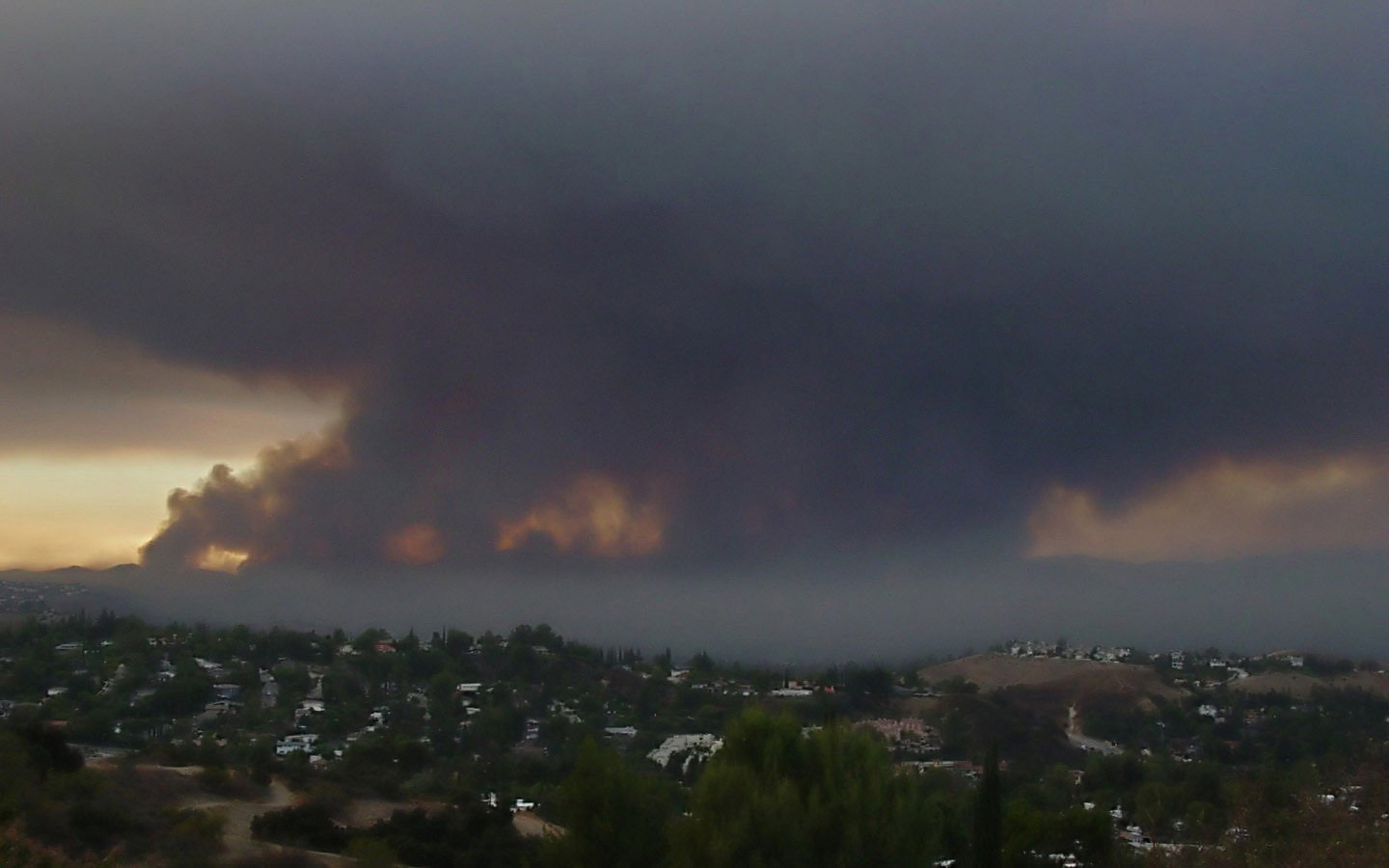
산불로 인한 연기

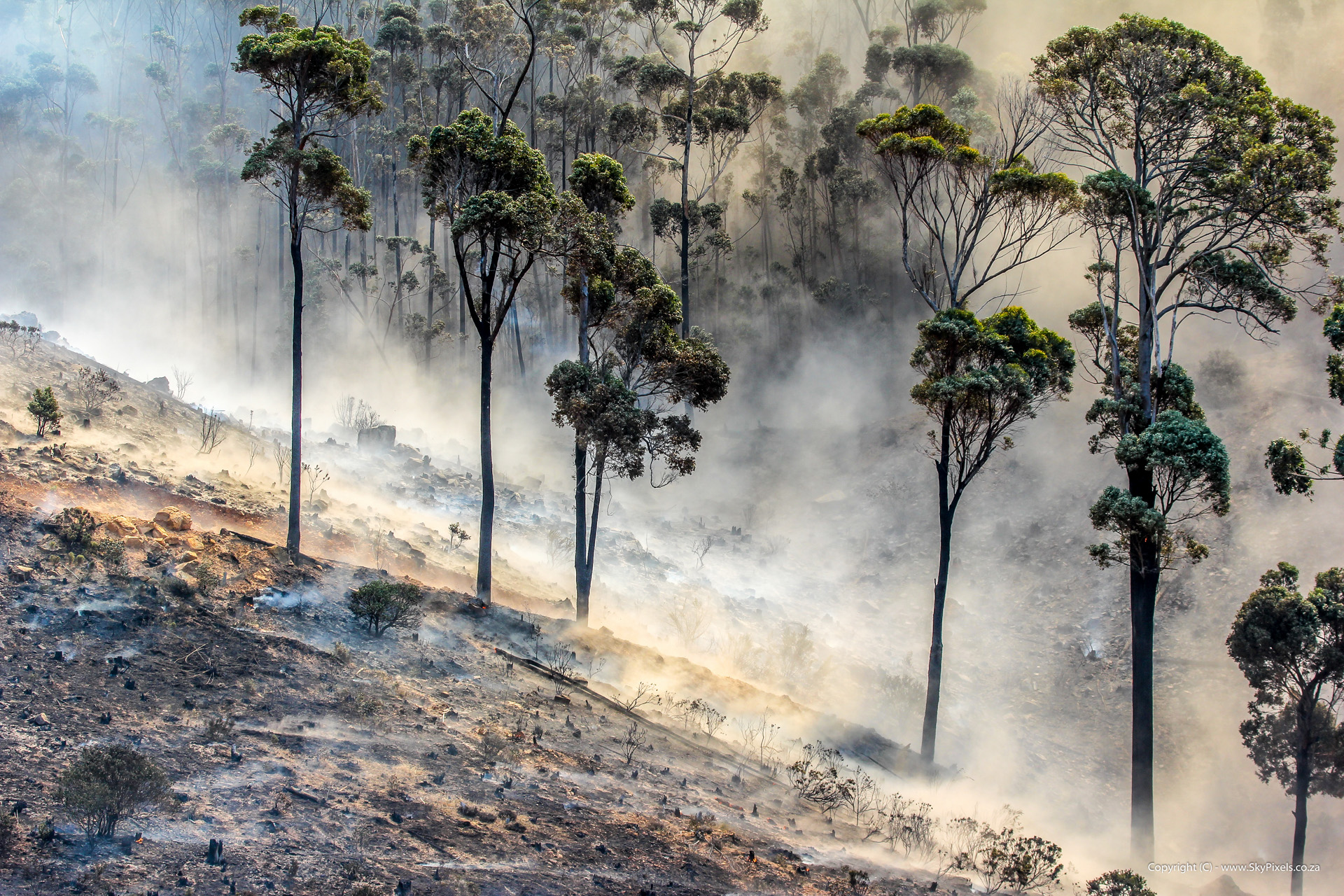
남아프리카 케이프타운에서 최근 진화된 산불의 연기가 피어오른다

육안은 7 μm(마이크로미터)보다 큰 입자를 감지한다. 화재에서 방출되는 가시 입자는 연기라고 한다. 비가시 입자는 일반적으로 가스 또는 연무라고 한다. 이는 토스터에서 빵을 토스트할 때 가장 잘 나타난다. 빵이 가열될수록 연소 생성물의 크기가 증가한다. 처음에는 보이지 않는 연무는 토스트가 타면 보이게 된다.
이온화실형 연기 감지기는 기술적으로 연기 감지기가 아니라 연소 생성물 감지기이다. 이온화실형 연기 감지기는 육안으로는 보이지 않는 연소 입자를 감지한다. 이는 가시적인 연기가 발생하기 전에 토스터의 붉게 달아오른 발열체에서 방출되는 연무로 인해 자주 오경보가 발생할 수 있지만, 화재의 초기, 저열 무염 연소 단계에서는 활성화되지 않을 수 있는 이유를 설명한다.
일반적인 주택 화재의 연기에는 수백 가지의 다양한 화학 물질과 연무가 포함되어 있다. 결과적으로 연기로 인한 피해는 종종 화재 자체의 실제 열로 인한 피해를 초과할 수 있다. 불의 연기로 인한 물리적 손상(얼룩 형태로 나타남) 외에도, 제거하기 훨씬 더 어려운 문제인 연기 냄새가 종종 발생한다. 화재 및 연기로 손상된 주택을 재건/수리하는 전문 계약업체가 있듯이, 직물 복원 회사는 화재로 손상된 직물을 복원하는 전문 업체이다.

## 위험
산소 부족 화재로 인한 연기는 가연성 화합물이 상당량 농축되어 있다. 따라서 대기 중 산소와 접촉하는 연기 구름은 해당 지역의 다른 불꽃이나 자체 온도로 인해 점화될 가능성이 있다. 이는 백드래프트 및 섬락과 같은 효과로 이어진다. 연기 흡입 또한 연기의 위험이며 심각한 부상과 사망을 초래할 수 있다.

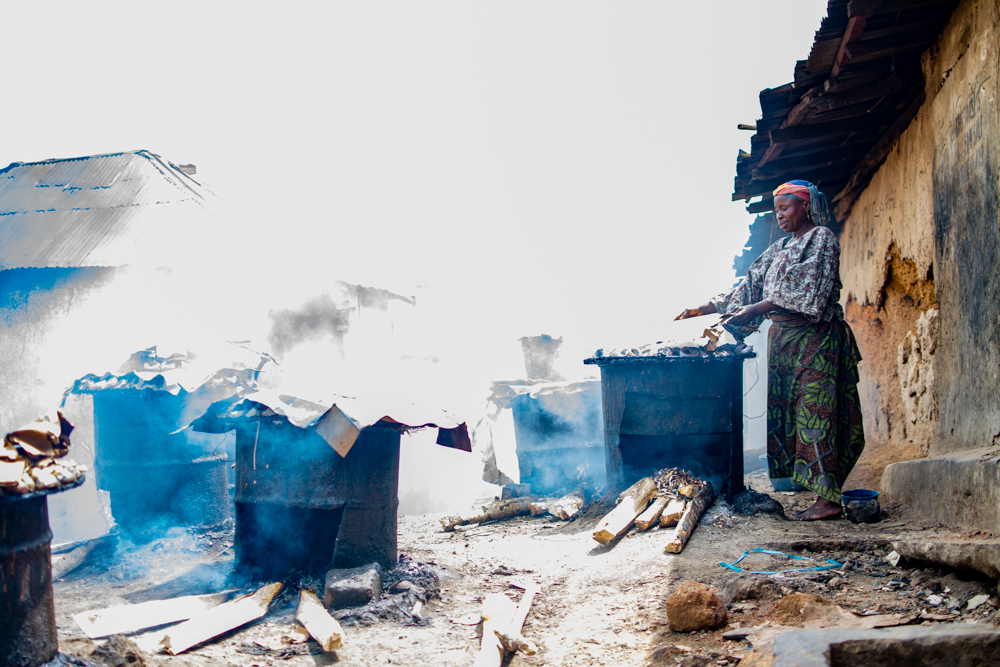
연기에 노출된 채 생선을 가공하는 모습

화재로 인한 연기의 많은 화합물은 매우 유독하거나 자극적이다. 가장 위험한 것은 일산화 탄소로, 때로는 사이안화 수소와 포스젠의 부가적인 효과와 함께 일산화 탄소 중독을 유발한다. 따라서 연기 흡입은 빠르게 무능력과 의식 상실로 이어질 수 있다. 황산화물, 염화 수소 및 플루오린화 수소는 수분과 접촉하면 황산, 염산 및 플루오린화 수소산을 형성하여 폐와 물질 모두에 부식성을 나타낸다.

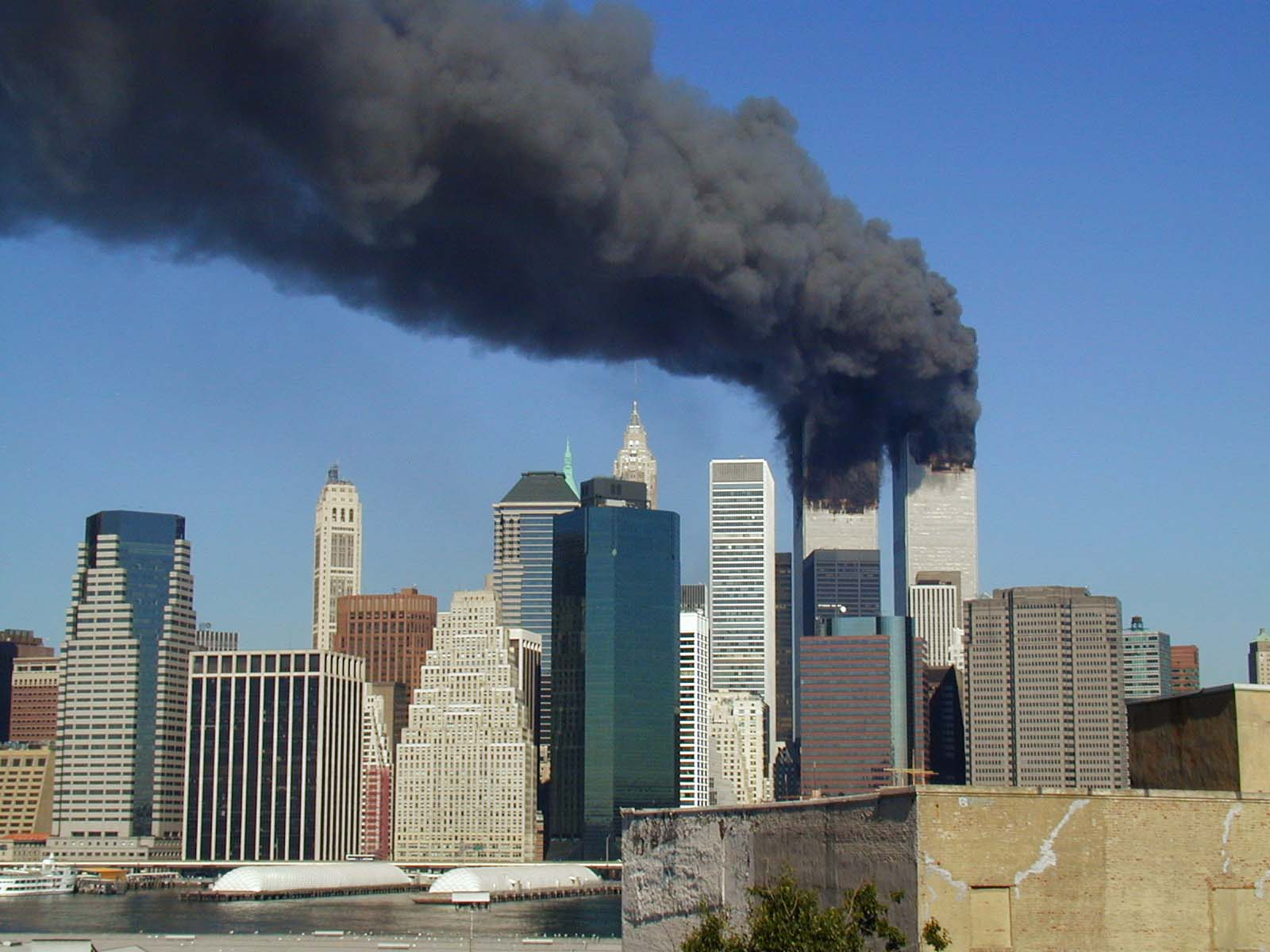
2001년 9월 11일 테러리스트가 비행기를 건물에 충돌시킨 후 불타는 세계 무역 센터

담배 연기는 폐 질환, 심장병, 그리고 많은 암의 주요 수정 가능한 위험 요소이다. 연기는 또한 발전소의 석탄 연소, 산불 또는 기타 원인으로 인해 대기 오염의 구성 요소가 될 수 있지만, 대기 중 오염 물질의 농도는 일반적으로 담배 연기보다 훨씬 낮다. 중국 베이징에서 발생하는 것과 같이 880 μg/m3의 농도로 PM2.5에 하루 노출되는 것은 중량당 입자 흡입량 면에서 담배 한두 개비를 피우는 것과 맞먹는다. 그러나 다양한 대기 중 미립자에 존재하는 유기 화합물이 담배 연기 미립자의 화합물보다 더 높은 발암성을 가질 수 있다는 사실로 인해 분석이 복잡하다. 간접 흡연은 연소 중인 담배 제품에서 발생하는 측류 연기와 주류 연기의 조합이다. 이 배출물에는 50가지 이상의 발암 화학 물질이 포함되어 있다. 2006년 미국 공중위생국장 보고서에 따르면, 간접 흡연 노출은 혈소판을 활성화시켜 응고를 증가시키고 혈전 위험을 높이며 잠재적으로 혈관 내벽을 손상시키고 관상 동맥 혈류 속도 예비력을 감소시키며 심박수 변동성을 줄여 심장마비 위험을 증가시킬 수 있다. 이러한 효과가 발생할 가능성은 노출 및 노출 시간 증가와 함께 증가한다. 미국 암 학회는 "심장병, 폐 감염, 천식 발작 증가, 중이염 및 저체중아"를 흡연 배출의 결과로 나열한다.

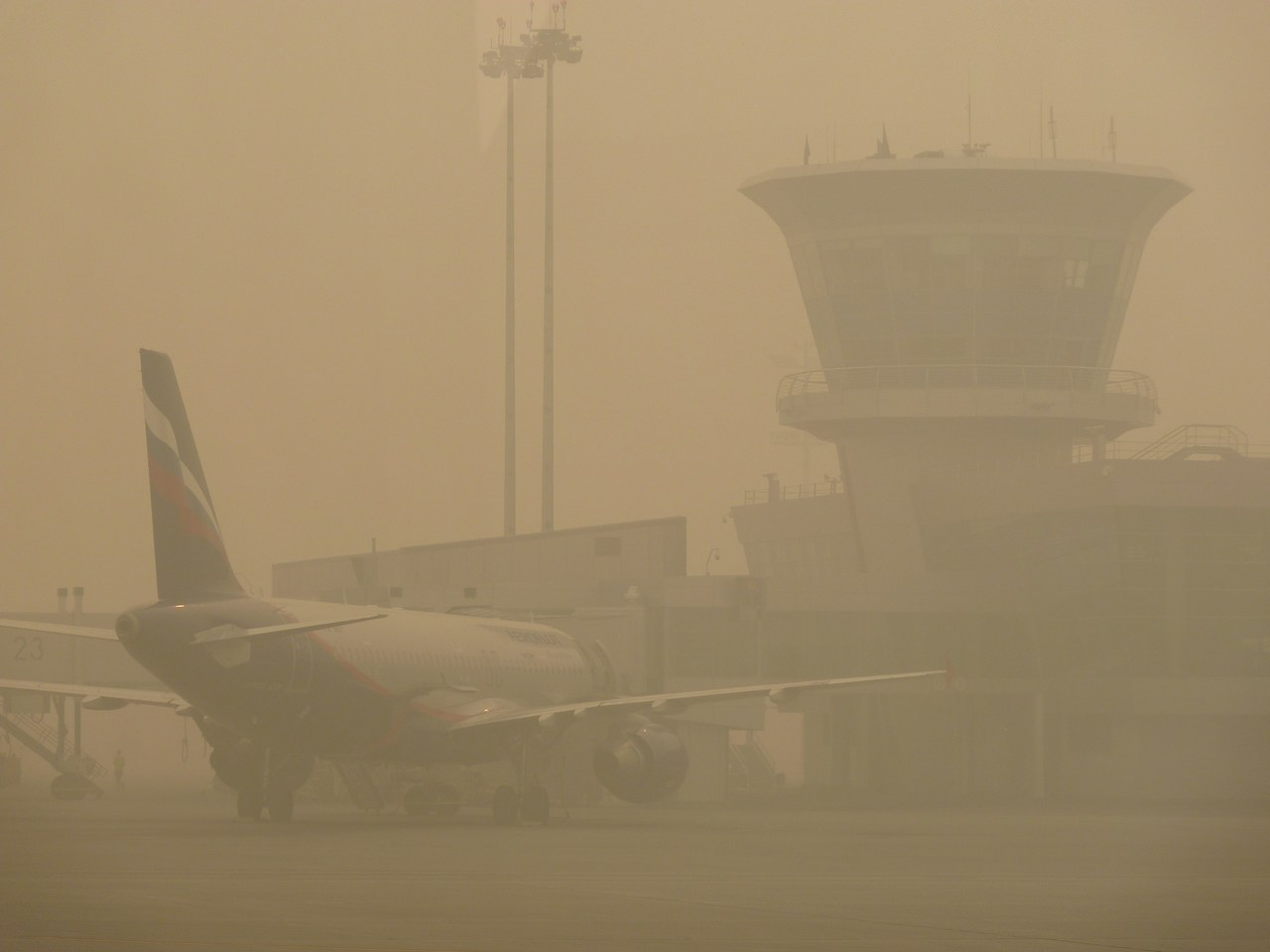
2010년 8월 7일 셰레메티예보 국제공항에서 산불 연기로 인한 시정 감소

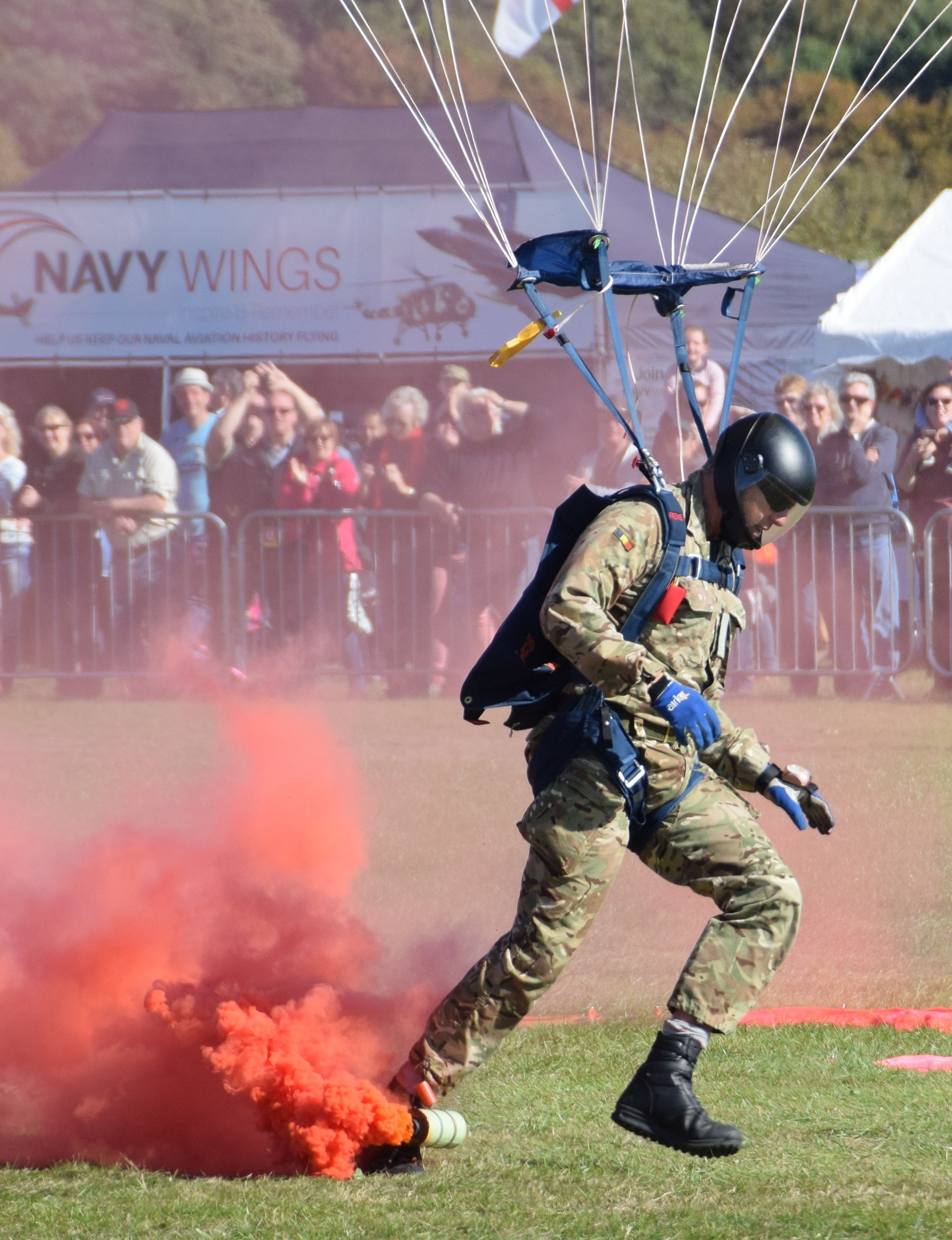
영국 라이트닝 볼츠 육군 낙하산 전시팀의 낙하산 병사가 휴대하는 붉은 연기

연기는 시야를 가려 화재 지역에서 거주자가 대피하는 것을 방해할 수 있다. 실제로 우스터, 매사추세츠주의 우스터 냉장 창고 화재에서 갇힌 소방관들이 제시간에 건물을 대피할 수 없었던 이유는 연기로 인한 낮은 시야 때문이었다. 각 층의 구조가 놀랍도록 유사했기 때문에 짙은 연기로 인해 소방관들이 방향 감각을 잃었다.

### 부식
연기는 다양한 화학 물질을 포함할 수 있으며, 그 중 많은 부분이 공격적인 성질을 띤다. 예를 들어, 할로겐 함유 플라스틱 및 방염제에서 생성되는 염산 및 브롬화 수소산, 플루오로카본 소화제의 열분해로 방출되는 플루오린화 수소산, 황 함유 물질의 연소로 인한 황산, 아산화 질소가 형성되는 고온 화재로 인한 질산, P 및 Sb 기반 방염제에서 생성되는 인산 및 안티모니 화합물 등이 있다. 이러한 부식은 구조 재료에는 크게 중요하지 않지만, 섬세한 구조물, 특히 마이크로일렉트로닉스에는 큰 영향을 미친다. 회로 기판 트레이스의 부식, 부품 케이싱을 통한 공격적인 화학 물질 침투 및 기타 효과는 연기에 노출된 장비의 매개 변수 즉각적 또는 점진적 저하 또는 조기 (그리고 종종 부식이 오랫동안 진행될 수 있으므로 지연된) 고장을 유발할 수 있다. 많은 연기 구성 요소는 또한 전기 전도성이다. 회로에 전도성 층이 퇴적되면 누화 및 기타 작동 매개 변수 저하 또는 단락 및 전체 고장을 유발할 수도 있다. 전기 접점은 표면의 부식 및 접점 위 또는 접점을 가로지르는 그을음 및 기타 전도성 입자 또는 비전도성 층의 퇴적에 의해 영향을 받을 수 있다. 퇴적된 입자는 광선을 흡수하거나 산란시켜 광전자공학의 성능에 부정적인 영향을 미칠 수 있다.
재료에 의해 생성되는 연기의 부식성은 부식 지수(CI)로 특징지어진다. 이는 공기 부피(m3)당 가스화된 재료 생성물(그램)의 양당 재료 손실 속도(옹스트롬/분)로 정의된다. 이는 시험 터널에서 금속 스트립을 연소 생성물 흐름에 노출시켜 측정된다. 할로겐 및 수소를 포함하는 고분자(폴리염화 비닐, 할로겐화 첨가제를 포함하는 폴리올레핀 등)는 연소에 의해 직접 물과 함께 부식성 산이 형성되기 때문에 가장 높은 CI를 가지며, 할로겐만을 포함하는 고분자(예: 폴리테트라플루오로에틸렌)는 산 형성이 공기 중 습도와의 반응으로 제한되기 때문에 더 낮은 CI를 가지며, 할로겐이 없는 재료(폴리올레핀, 목재)는 가장 낮은 CI를 가진다. 그러나 일부 할로겐이 없는 재료도 상당량의 부식성 물질을 방출할 수 있다.
전자 장비에 대한 연기 손상은 화재 자체보다 훨씬 광범위할 수 있다. 케이블 화재는 특히 우려된다. 저연 제로 할로겐 재료는 케이블 절연에 선호된다.
연기가 어떤 물질이나 구조물의 표면에 닿으면 그 안에 포함된 화학 물질이 옮겨진다. 화학 물질의 부식성은 물질이나 구조물을 빠르게 분해시킨다. 특정 물질이나 구조물은 이러한 화학 물질을 흡수하므로 대부분의 구조 화재의 경우 의류, 밀봉되지 않은 표면, 식수, 배관, 목재 등은 교체된다.

### 나무 연기의 건강 영향

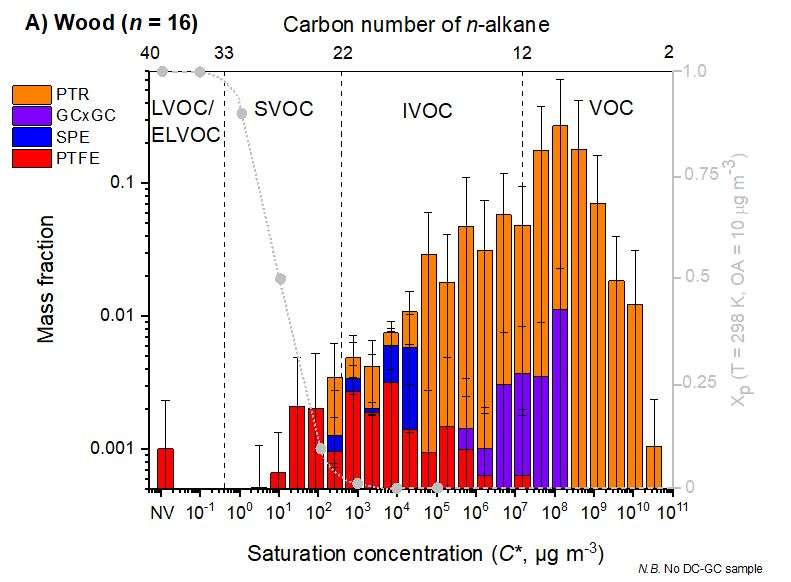
나무 연기에서 방출되는 휘발성 유기 화합물의 휘발성 분포

나무 연기는 대기 오염의 주요 원천이며, 특히 미세먼지, 다환 방향족 탄화수소(PAHs) 오염 및 폼알데하이드와 같은 휘발성 유기 화합물(VOCs)의 원천이다.
영국에서는 가정 연소, 특히 산업용 연소가 연간 PM2.5의 가장 큰 단일 원천이다. 뉴사우스웨일스주의 일부 마을과 도시에서는 겨울철 미세먼지 대기 오염의 60%가 나무 연기에 기인할 수 있다. 그리스 아테네에서 1년 동안 진행된 샘플링 조사에 따르면 PAH 도시 대기 오염의 3분의 1(31%)이 나무 연소로 인한 것이며, 이는 디젤 및 석유(33%)와 휘발유(29%)만큼이나 많은 양이었다. 또한 나무 연소가 연간 PAH 폐암 위험의 거의 절반(43%)을 차지하며, 겨울철 PAH 수준은 다른 계절보다 7배 높았는데, 이는 벽난로 및 히터 사용 증가 때문으로 추정된다. 가장 큰 노출 사건은 특히 바람 속도가 낮아 축적된 오염을 희석시키는 대기 확산이 감소하는 겨울철 기간이다. 2015년에 수행된 바이오매스 연소에 대한 연구는 유럽 전체 미세먼지 배출량의 38%가 가정용 나무 연소로 구성된 것으로 추정했다.
나무 연기(예: 산불 또는 나무 오븐에서 발생)는 폐 손상, 동맥 손상 및 암으로 이어지는 DNA 손상을 유발할 수 있다. 다른 호흡기 및 폐 질환, 그리고 심혈관 질환을 유발할 수 있다. 대기 오염, 미립자 물질 및 나무 연기는 또한 미립자가 심혈관계를 거쳐 뇌로 침투하여 뇌 손상을 유발할 수 있으며, 이는 발달 장애, 신경 퇴행성 질환, 정신 질환, 및 자살 행동 위험을 증가시킬 수 있다. 비록 우울증과 일부 대기 오염 물질 간의 연관성에 대한 연구는 일치하지 않지만 말이다. 최소한 한 연구에서는 "인간 뇌에 도시 대기 중 미세먼지(PM)에 풍부한 고온 자철석 나노구체와 정확히 일치하는 자철석 나노입자가 풍부하게 존재한다"고 밝혔다. 대기 오염은 또한 다양한 다른 사회 심리적 문제와도 관련되어 있다.

## 측정
15세기 초 레오나르도 다 빈치는 연기를 평가하는 어려움에 대해 길게 언급했으며, 검은 연기(탄화된 입자)와 해롭지 않은 물 입자의 단순한 현탁액에 불과한 흰색 '연기'를 구별했다.
난방 기구에서 발생하는 연기는 일반적으로 다음 방법 중 하나로 측정된다.
인라인 포집. 연기 샘플을 단순히 필터를 통해 흡입하여 시험 전후로 무게를 측정하고 연기의 질량을 확인한다. 이는 가장 간단하고 아마도 가장 정확한 방법이지만, 필터가 빠르게 막힐 수 있으므로 연기 농도가 적은 곳에서만 사용할 수 있다.
ASTM 연기 펌프는 측정된 양의 연기를 필터 페이퍼를 통해 끌어당기고 형성된 어두운 점을 표준과 비교하는 간단하고 널리 사용되는 인라인 포집 방법이다.
필터/희석 터널. 연기 샘플을 튜브를 통해 끌어당겨 공기와 희석시킨 다음, 결과로 얻은 연기/공기 혼합물을 필터를 통해 끌어당겨 무게를 측정한다. 이는 연소로 인한 연기를 측정하는 국제적으로 인정된 방법이다.
정전기 침전. 연기를 매달린 와이어가 포함된 금속 튜브 배열을 통과시킨다. 튜브와 와이어에 (막대한) 전기 전위가 인가되어 연기 입자가 대전되고 튜브 측면으로 끌어당겨진다. 이 방법은 무해한 응축액을 포집하여 과대 측정하거나, 연기의 절연 효과로 인해 과소 측정할 수 있다. 그러나 역청탄과 같이 필터를 통과시키기에는 너무 많은 양의 연기를 평가하는 데 필요한 방법이다.
링엘만 척도. 연기 색상 측정이다. 1888년 파리의 막시밀리안 링엘만 교수가 발명한 것으로, 본질적으로 검정색, 흰색 및 회색 음영의 사각형이 있는 카드를 들고 연기의 상대적인 회색도를 판단하는 것이다. 조명 조건과 관찰자의 기술에 따라 크게 달라지며, 실제 연기량과는 상관관계가 거의 없는 0(흰색)부터 5(검정색)까지의 회색도 숫자를 할당한다. 그럼에도 불구하고 링엘만 척도의 단순성은 많은 국가에서 표준으로 채택되었다.
광학 산란. 연기를 통해 광선이 통과된다. 광 검출기는 광원으로부터 일정한 각도, 일반적으로 90°에 위치하여 통과하는 입자로부터 반사된 빛만을 수신한다. 수신된 빛의 양이 측정되며, 연기 입자의 농도가 높을수록 더 높은 값이 측정된다.
광학 가시성 저하. 연기를 통해 빛줄기가 통과하고 반대편에 있는 감지기가 빛을 측정한다. 둘 사이에 연기 입자가 많을수록 측정되는 빛은 줄어든다.
복합 광학 방법. '네펠로미터' 또는 '에설로미터'와 같은 다양한 독점 광학 연기 측정 장치가 있으며, 이들은 여러 가지 광학 방법을 사용하여 하나의 장비 내에서 하나 이상의 파장 빛을 포함하여 연기를 잘 추정할 수 있는 알고리즘을 적용한다. 이러한 장치가 연기 유형을 구별하여 그 원인을 추론할 수 있다고 주장되지만, 이는 논란의 여지가 있다.
일산화 탄소로부터의 추론. 연기는 불완전 연소된 연료이고, 일산화 탄소는 불완전 연소된 탄소이므로, 연도가스 내 일산화 탄소 측정이 연기 수준의 좋은 지표가 될 것이라고 오랫동안 가정되어 왔다 (저렴하고 간단하며 매우 정확한 절차이다). 실제로 여러 관할 구역에서는 일산화 탄소 측정을 연기 제어의 기반으로 사용한다. 그러나 그 상관관계가 얼마나 정확한지는 불분명하다.

## 약용 흡연
기록된 역사 내내 인간은 질병을 치료하기 위해 약용 식물의 연기를 사용했다. 페르세폴리스의 조각품은 다리우스 1세(기원전 522~486년), 페르시아 왕이 페가눔 하르말라 및 백단향 산탈룸 알붐을 태우기 위한 두 개의 향로를 앞에 두고 있는 것을 보여주는데, 이는 왕을 악과 질병으로부터 보호한다고 믿었다. 5대륙에서 300종 이상의 식물 종이 다양한 질병에 연기 형태로 사용된다. 약물 투여 방법으로서 흡연은 단순하고 저렴하지만 활성 성분을 함유한 입자를 추출하는 데 매우 효과적인 방법이기 때문에 중요하다. 더 중요한 것은 연기 생성이 입자 크기를 미세한 규모로 줄여 활성 화학 물질의 흡수를 증가시킨다는 것이다.

## 같이 보기
- 공기청정기
- 모닥불
- 그레이트 스모그
- 톱밥의 건강 영향
- 역전층
- 금지 (종이)
- 쓰레기 개방 연소
- 스모그
- 초미세먼지